# Мажар (род)
Маджа́р (каз. мажа́р) — название казахского рода племени аргын.

## Этноним и происхождение
Согласно Ж. М. Сабитову, название казахского рода происходит от личного имени Мадиар, а сам род относится исключительно к племени аргын и, несмотря на схожесть с самоназванием венгров — magyar [ˈmɒɟɒr], — не имеет никакого отношения к этому народу, который в Казахстане называют мажарами или мадиярами. Этноним мадьяр в данной фонетической версии в качестве названия родов и подродов встречаются также у казахов племени кыпшак и найман, у киргизов и самаркандских кыпчаков. Другие фонетические версии встречаются у других тюркских народов. У якутов есть племя мааджар. По мнению Сабитова, согласно шежере аргынов, Мадьяр был правнуком Сары-жетима (Маджар, сын Жаукашты, сына Жолдыбая, сына Сарыжетима) и жил примерно в XVI веке, именно по его имени называется современный род. Также, по его мнению, «маджары являются частью аргынов и не являются близкими родственниками венграм, являясь, по сути, всего лишь тёзками венгерским мадьярам». Однако по мнению А. М. Тюрина, маджары в Казахстане, с точки зрения генеалогии, остаются обособленной единицей. Исследуя «родственность» народов с помощью геногенеалогического аспекта, он приходит к выводу, что «аргыны, носители гаплогруппы G1 являются потомками предков маджар». То есть гаплогруппа G1 попала к аргынам от предков маджар, а не наоборот, как утверждает его оппонент. 
Существует также гипотеза, согласно которой род мажар (мадьяр), являются потомками древних венгерских племён, кочевавших на территории Северного Казахстана и Южного Урала. К этой версии склоняются А. Биро, Б. Михали, А. М. Тюрин. По мнению Биро, сопоставившему генеалогию маджар и венгров, маджары оказались генетически ближе к венграм, чем к своим географическим соседям (казахам). 
«they were closest to the Hungarian population rather than their geographical neighbors» А. Biro

## История
Издревле представители рода проживают в Тургайском регионе Костанайской области. Нехватка доступных письменных данных дополняется исторической памятью народа: так стало известно, что 300—400 лет назад потомки мажар поселились вокруг озера Сарыкопа. Вероятно, они прибыли из юго-восточного региона Казахстана Каратау, который в настоящее время входит в состав Джамбульской области (Биро, 2007). «Мажар» как этническую группу в XVI—XVII веках упоминают хроники Арало-Каспийского региона, как воинов, приближённых к хану Абулхаиру (Югин, 1969). Майкл Бенко отмечает, что, по данным исследования, в 1847 году они являются третьим по величине племенем мажар, жившим близ озера Сарыкопа. К 1866 году их численность сократилась до 260 юрт. В период Первой мировой войны тургайские мажары были рекрутированы Царской Россией на тыловые работы, что привело к ещё большему сокращению численности представителей этого рода, а в период коллективизации в Казахстане число представителей племени уменьшилось в несколько раз. В настоящее время мажары живут вдали от города, в относительной изоляции.
Внимание учёных к родству племени мажар и венгров впервые в 1964 году привлекли казахский лингвист Сейтбек Нурханов и венгерский учёный Тибор Тот на научно-практической конференции в Алма-Ате. Через год Тибор Тот отправился в Казахстан, а также посетил резиденцию предполагаемого центра — Маджар (рукопись сохранилась в архиве Венгерского Национального музея).

Средневековый золотоордынский город Маджар существовал в XII—XVI веках на территории Северного Кавказа в степной зоне, на месте современного города Будённовск. Город был одним из основных ремесленных центров улуса Джучи и имел культурные и торговые связи с Европой и Азией, находясь на пересечении торговых путей из Китая в Причерноморье и в Византию. Немецкий путешественник и этнограф Ю. Г. Клапрот, посещавший Кавказ, упоминал о том, что карачаевцы считают себя выходцами из Маджара:
Они считают, что покинули Маджары, для того чтобы занять свое теперешнее местожительство, до прихода черкесов в Кабарду. 
Жан Шарль де Бесс, венгерский учёный, занимавшийся изучением этногенеза и древней истории венгров, в 1829 году предпринял поездку на Северный Кавказ в поисках следов пребывания предков венгров на этой территории. В своей книге «Путешествие в Крым, на Кавказ, в Грузию, Армению, Малую Азию и Константинополь» он писал о населявших горы Центрального Кавказа горских татарах (балкарцах) и дигорцах:
Обсуждая вопрос, по поводу которого мы собрались, старший из вождей взял слово и объявил в присутствии коменданта (Нальчика) и всего остального общества, что 5 племен — дигорцы, балкары, хулиамы, бизинги и оруспиэ — являются истинными потомками мадьяр; эти 5 племен называются по имени своего вождя, но все вместе называются мадьярами; они известны, как таковые, всем жителям Кавказа и даже русским...
Ряд исследователей считают, что какая-то часть жителей города Маджар в результате уничтожения русскими Астраханского ханства в середине XVI века мигрировала в горы и ассимилировалась среди местного населения (либо ассимилировала его), сыграв одну из ключевых ролей в этногенезе карачаевцев, балкарцев и дигорцев.
Род маджар есть у ногайцев. В 1773 году руины города Маджар осмотрел Иоганн Антон Гюльденштедт. Исследователь пришёл к выводу, что город принадлежал мусульманам (как он считал, ногайцам).
Как предполагают некоторые учёные, в IX веке единый народ мадьяр разделился на две группы, одна из которых откочевала на запад, на земли современной Венгрии, другая осталась на своей исторической родине, предположительно, на территории Башкирии или Великой Венгрии.
Венгры, проживающие в современной географической области, переселились сюда, путём завоевания новых земель, около 1000 лет назад, это переселение хорошо изучено этнографами, лингвистами и археологами (например, Немет, 1930; Немет и Лигети, 1943). Венгерский язык принципиально отличается от языков большей части Европы, относящихся к индоевропейской семье. Антропологический анализ останков костей X века (период завоевания венграми Восточной Европы) показал характер их среднеазиатского происхождения (Tóth, 1965; Éry, 1978; Lipták, 1979). Венгерские археологи и этнографы обнаруживают связь между венграми и различными древними сибирскими и среднеазиатскими народами (скифами, иранцами, тюрками и уграми). Кроме языка существовали общие традиции (похороны, вера, мировоззрение, изобразительное искусство; Динс, 1975; Фодор , 1982; Ласло, 1997). Когда мощное монгольское войско появилось (XIII в.) в степях между Дунаем и Волгой, сорок тысяч семей кипчаков под началом Котян-хана ушли в Венгрию. Оставшиеся — покорились.
На территории Венгрии существует область Куншаг (Кипчакия), делящаяся на два округа — Кишкуншаг (Малая Кипчакия), занимающая часть междуречья Дуная и Тисы, и Надькуншаг (Большая Кипчакия), расположенная на правобережье Тисы в районе её среднего течения. В справочниках отмечается, что живущие здесь кипчаки сохраняли свою автономию и свой язык до конца XVIII века и только потом были ассимилированы. А Иштван Коныр утверждает, что кипчаки в Венгрии ещё есть, и что для них приезд в их страну казахских деятелей культуры и артистов — настоящий праздник.
Кипчаки, живущие сегодня в Венгрии в своей массе не знают народных обычаев, забыли родной язык. Но вместе с тем в среде венгров растёт интерес ко всему, что связано с далёкой историей. Сборник казахских народных песен, составителем которого является Янош Шипош, вызвал огромный резонанс.
Память о Востоке, о своём восточном происхождении венгры хранили на протяжении всех столетий после обретения европейской родины. Венгерские путешественники и исследователи добирались до многих восточных стран, и в том числе до территории современного Казахстана. Культура и общество казахов интересовали венгерских учёных по двум причинам: во-первых, чтобы выявить новые материалы для определения хронологического порядка своей истории, так как первоначально они проживали на территории Северного Казахстана, затем в Приаралье. Во-вторых, чтобы изучить историю кипчаков, генетически связанных с казахами, слившихся с венграми 800 лет назад уже на европейской родине.
Среди кыпшаков Торгая есть подразделение, которое именуется «Мажар».

## Традиции
Мажары входят в племенной союз Аргын и относятся к среднему жузу казахов. Брачные обычаи рода представляют собой традиционные нормы, по которым не принято создавать браки с родственниками вплоть до седьмого колена, а это значит, что мужчине мадьяру запрещено вступить в брак с женщиной из своего рода, то есть жениться на представительнице рода мажар. Мужчины выбирают себе в жены представительниц из других родов жуза (большинство из племён аргын, кыпшак и найман), где такие же строгие традиции брака (Эксперт, 2007). В результате потомки мажар сильно перемешались с другими племенами. Сегодня количество мажар — всего около 2000 человек.